# Université d'Antsiranana
 (octobre 2014).
Si vous disposez d'ouvrages ou d'articles de référence ou si vous connaissez des sites web de qualité traitant du thème abordé ici, merci de compléter l'article en donnant les références utiles à sa vérifiabilité et en les liant à la section « Notes et références ».
L'université d'Antsiranana (UNA) est un établissement public d'enseignement supérieur situé dans le Fokontany Lazaret,tout près du Pain de Sucre à Antsiranana, une ville portuaire du nord de Madagascar.

## Historique

### Création et développement

#### Débuts
L'université d'Antsiranana a été fondée en 1976 dans la ville de Diego Suarez. Au début, l'université était un Centre universitaire régional (CUR) d'Antsiranana. À partir de l'année 1988 le centre est devenu « Université d'Antsiranana » (UA).
Ce nouvel établissement a reçu son autonomie de gestion en 1992 et a changé d'appellation en 1994 en prenant le nom d'« Université Nord Madagascar ». Après la reforme au sein du ministère de l'Enseignement supérieur et de la Recherche scientifique en 2007, le nom de l'établissement est redevenu « Université d'Antsiranana » (UNA).

#### Incubation de l'université d'Antsiranana
En 1976, l'université d'Antsiranana n'avait que neuf étudiants et il n'y avait qu'une seule filière industrielle, axée sur la mécanique. À l'époque, cette filière est une filière de l'École polytechnique d'Antananarivo qui a été détachée à Antsiranana ; l’État malgache a pour objectif de produire des ingénieurs dans la localité du Nord afin qu'ils puissent devenir une ressource pour la société SECREN l'ancien DCAN française (Direction des Constructions et Armes Navales), deuxième bassin maritime géré par la marine française jusqu'en 1976, dans l'océan Indien en évitant le Canal de Suez. À partir de l'année 1983, une nouvelle école a été créée : l’École Normale Supérieure pour l'Enseignement Technique (ENSET), ainsi que des facultés de langues étrangères et d'économie.

#### Développements récents
Pour l'année universitaire 2013 - 2014, l'université d'Antsiranana compte plus de 3 000 étudiants éparpillés dans les écoles et les facultés ainsi que dans les instituts récemment créés.
Depuis l'année 2012, l'université a pu créer des centres détachés dans la Sava et dans la localité d'Ambanja[réf. souhaitée].

### Historiques des recteurs et présidents
Entre l'année 1976 et l'année 1982 le Centre universitaire régional d'Antsiranana est toujours rattaché au CUR d'Antananarivo. À partir de l'année 1982, le CUR d'Antsiranana est autonome et est dirigé par son propre recteur qui est nommé par le ministère de l'Enseignement supérieur.
En 2007, le nom du poste est passé de « recteur » à « président » et, depuis, ce président doit être élu par les enseignants et les personnels administratifs et techniques de l'établissement.

#### Recteurs
- 1982 à 1985 : José Rakotomavo
- 1985 à 1987 : Florent Marie Michel Henri
- 1988 à 1994 : Befeno
- 1995 à 1997 : Mze Said
- 1998 à 2001 : Georges Remi
- 2001 à 2006 : Cécile Marie Ange Manorohanta

#### Présidents
- 2006 à 2009 : Cécile Marie Ange Manorohanta
- 2010 à 2013 : Charles Bernard Andrianirina
- 2013 à 2016 : Cécile Marie Ange Manorohanta[2]1
- 2016-2019: Cecile Manorohanta[3]
- 2019-2022 : Justin Ratsaramody[4]
- Depuis 2022 : Brillant Kall[5]

## Organisation
L'université d'Antsiranana est composée de trois grandes écoles, de quatre facultés, d'un institut et d'une université régionale.
En matière de ressources humaines, l'université compte 145 enseignants et plus de 200 intervenants[réf. nécessaire].

### Formations et recherches
Dans le cadre de la réforme LMD mis en œuvre sur tout le territoire national, les formations de l'université d'Antsiranana ont reçu l'habilitation du ministère de tutelle. Les formations habilitées sont réparties dans 3 domaines, lesquels se répartissent ensuite en grade et en mention :
- Sciences et technologies ;
- Sciences de l'ingénieur ;
- Arts, lettres et sciences humaines .

### Institutions et établissements

#### Les écoles
- École supérieure polytechnique (ESP)
- École normale supérieure pour l'enseignement technique (ENSET)
- École doctorale thématique énergie nouvelle/renouvelable et environnement (EDT ENRE)
- École supérieure en agronomie et environnement de Diego (ESAED)

#### Les facultés
- Faculté des lettres et sciences humaines
- Faculté des sciences
- Faculté de droits, économie, gestion et science politique
- Faculté de medicine[7]

#### Les instituts et centres universitaires
- Institut supérieur en administration d'entreprise (ISAE)
- Institut universitaire en science de l'environnement et de la société (IUSES)
- Centre universitaire régional de la SAVA (CURSA)
- Institut supérieur de technologie d'Antsiranana

### Centre de documentation
L’université d'Antsiranana possède un centre de documentation avec plus de 15 000 ouvrages[réf. nécessaire]. Récemment[Quand ?], par le biais de l'Agence universitaire de la Francophonie, l'université vient de bénéficier d'un Campus numérique francophone partenaire, qui offre un service de documentation et de recherche de document numérique.

## Implantations
Antsiranana est située dans le fokontany Lazaret Sud, au bord de la mer et Antalaha dans le quartier d'Ambondrona, dans la résidence Saint Jean.

## Résidence universitaire
- Pension complète

## Galerie

Différentes vues de l'université :
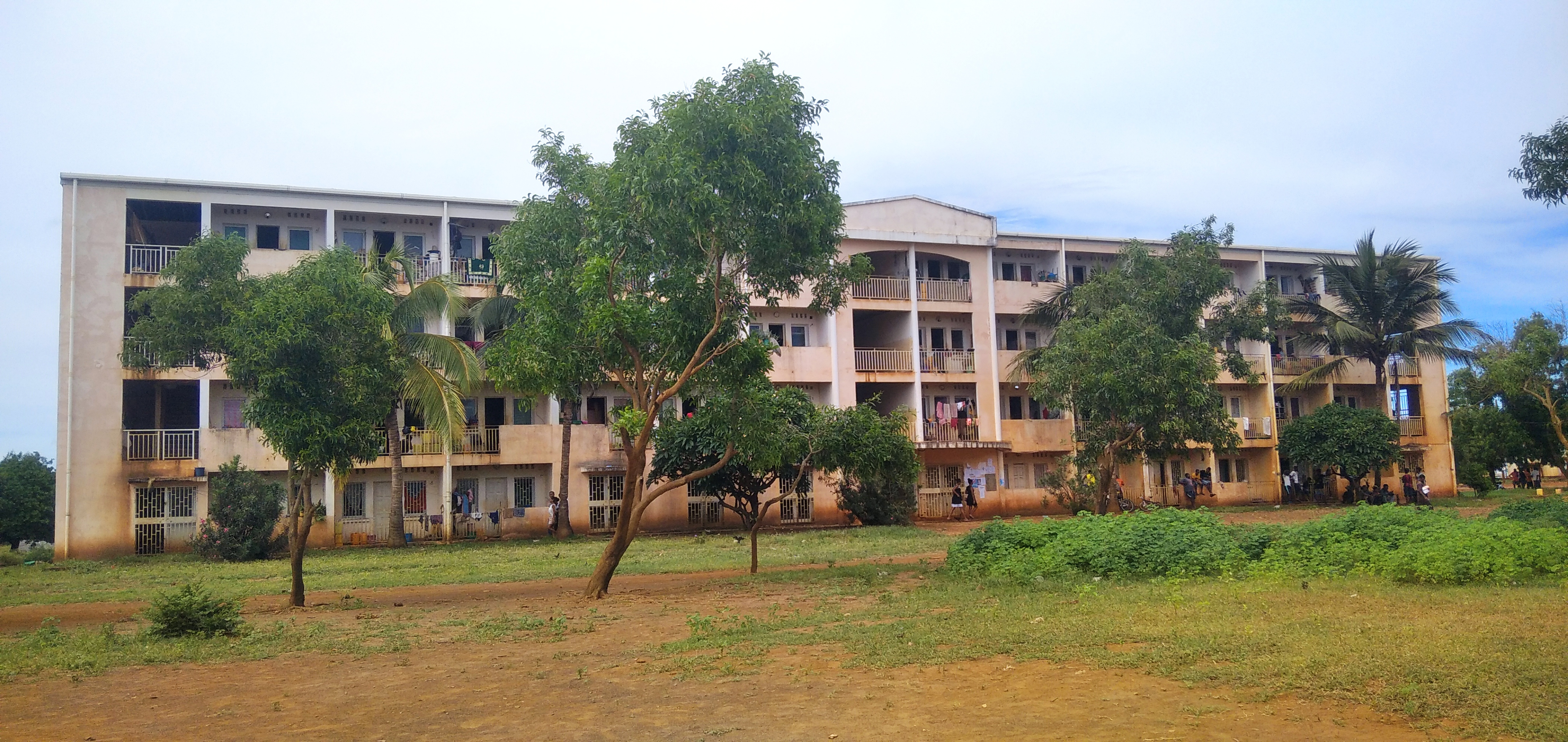
Bâtiment Belle-Rose (ancienne cité universitaire d’Antsiranana)
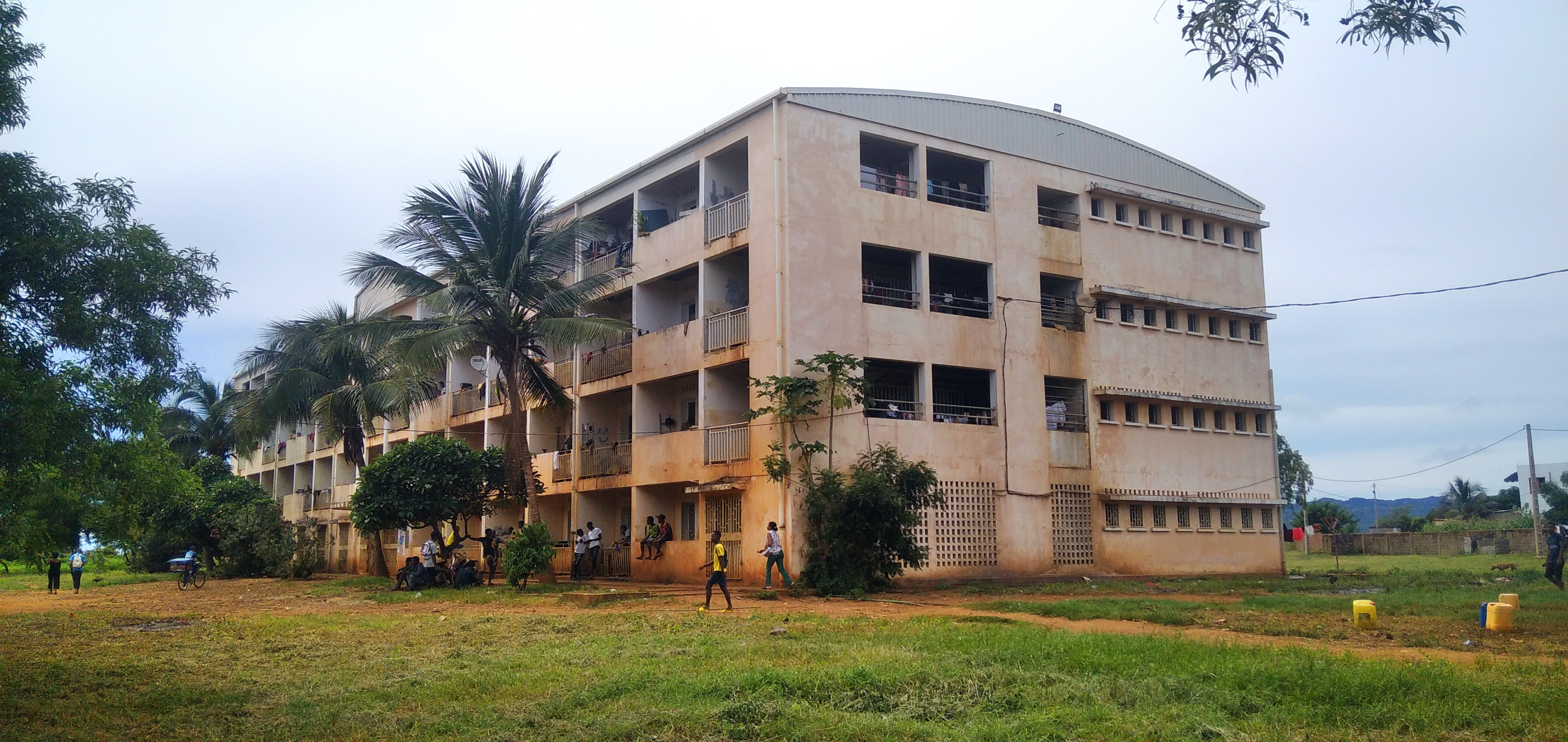
Bâtiment Belle-Rose
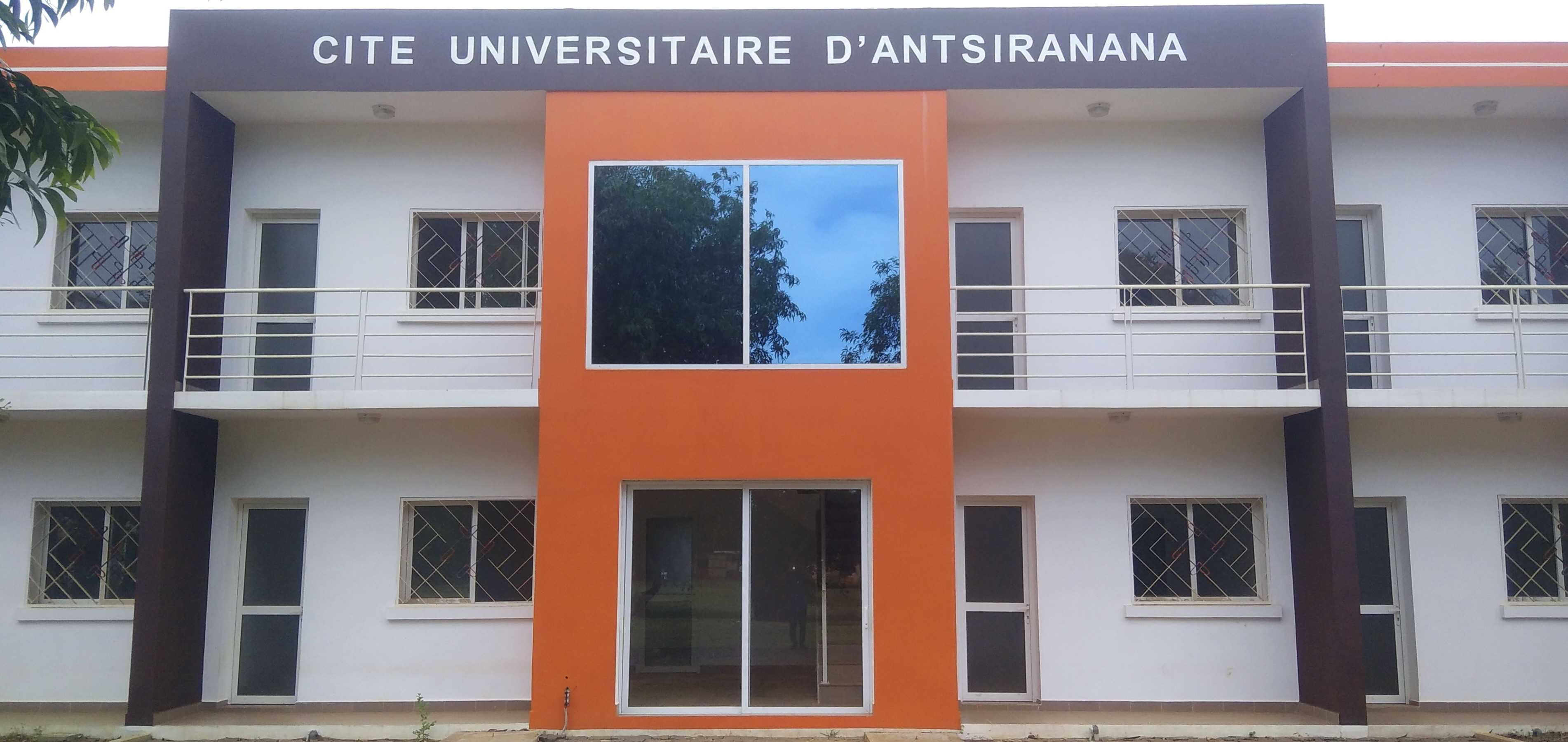
Nouvelle cité universitaire (derrière le bâtiment Belle Rose)
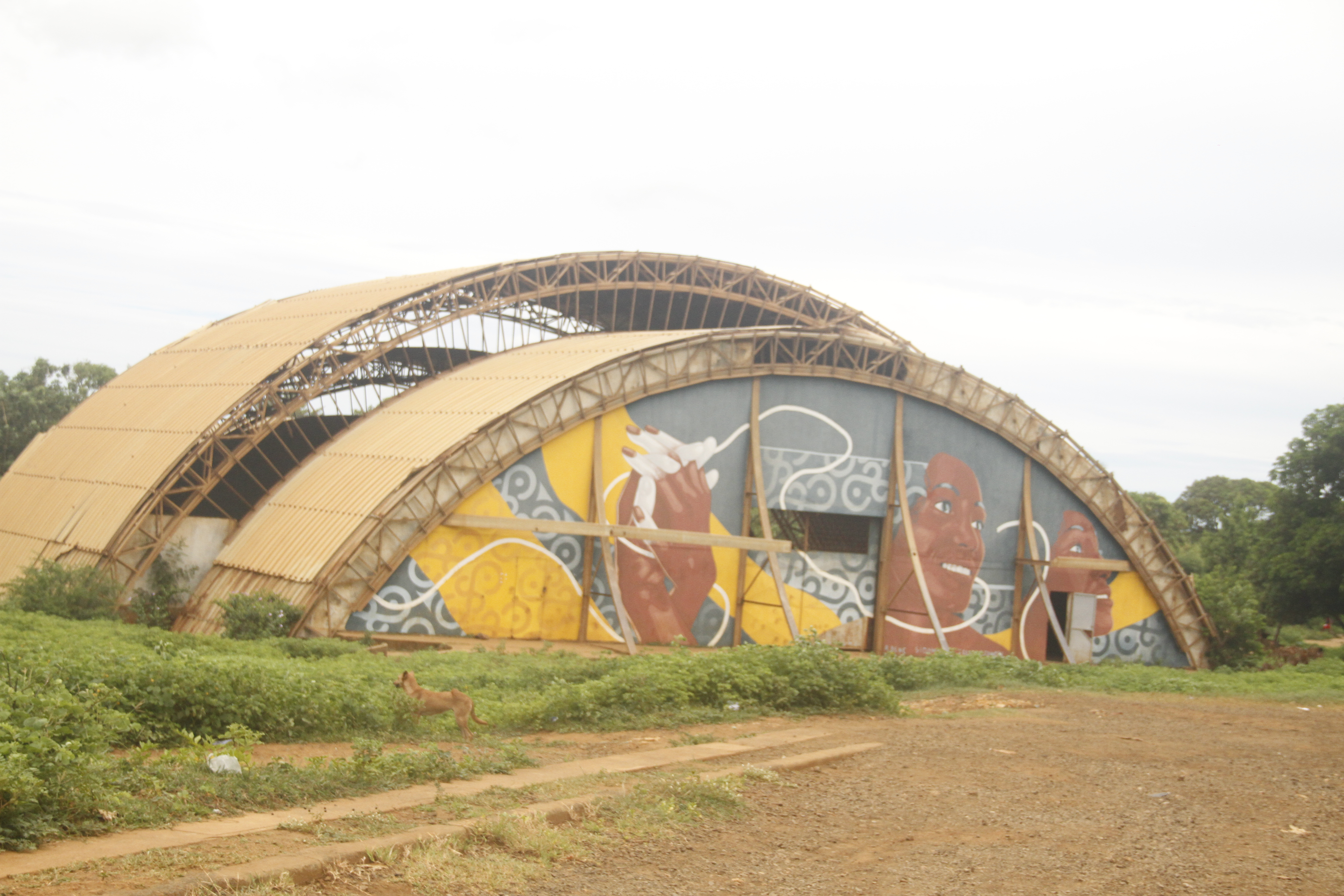
Demi Tonneau

## Sources